# Phaegorista nyassae
Phaegorista nyassae är en fjärilsart som beskrevs av Talbot 1929. Phaegorista nyassae ingår i släktet Phaegorista och familjen nattflyn. Inga underarter finns listade i Catalogue of Life.